# 宫殿河
宫殿河（Rio di Palazzo）是威尼斯的一条运河，长280米，宽12米。

## 位置
宫殿河长期以来是城堡区和圣马可区的界河，它向南通向圣马可湾（Bacino di San Marco）旁的麦杆桥（Ponte della Paglia）, 在总督宫（Palazzo Ducale）与新监狱（Prigioni Nuove）之间，并分割总督宫滨河路（Molo di Palazzo Ducale）与斯拉夫人堤岸（Riva degli Schiavoni）;它向北流入新世界河（Rio del Mondo Nuovo），那里有奎利尼·斯坦帕里亚宫（Palazzo Querini Stampalia）)，以及圣儒利安河（Rio di San Zulian）。

## 建筑
宫殿河东西两岸的宫殿分别属于城堡区和圣马可区。东岸的主要建筑是索兰佐宫（Palazzo Soranzo），混合了哥特式建筑和文艺复兴建筑两种建筑风格；福斯卡里尼宫（Palazzo Foscarini）；特雷维桑·卡佩罗宫（Palazzo Trevisan Cappello）,曾经是比安卡·卡佩羅的住所 ；圣亚波罗尼亚神圣艺术教区博物馆（Museo diocesano d'arte sacra Sant'Apollonia）以及新监狱宫（Palazzo delle Prigioni  Nuove）。
西岸的主要建筑是总督宫和宗主教宫（Palazzo Patriarcale）。
宫殿河上建有几座桥梁：麦杆桥（Ponte della Paglia）、叹息桥、卡诺尼卡桥（Ponte della Canonica）、Ponte  dei Consorzi 以及雷梅迪奥桥（Ponte  del Remedio）。